# Bahía de Mutsu
La bahía de Mutsu (陸奥湾 Mutsu-wan?) es una bahía de Japón en aguas del océano Pacífico, ubicada en el extremo norte de la isla de Honshū, como parte administrativa de la prefectura de Aomori. Presenta una distancia tanto en el eje este-oeste como en el norte-sur de unos 40 km, con lo que suma una superficie de 1667.89 km².

## Geografía
Limita con la península de Tsugaru al oeste y con la península de Shimokita al este y al norte. La salida de la bahía está marcada por el estrecho de Tairadate, de 14 kilómetros de ancho, que conecta Mutsu con el estrecho de Tsugaru, que a su vez separa las islas de Honshu y Hokkaido. Tiene una profundidad promedio de entre 40 y 45 metros, y alcanza su máxima de 70 metros cerca de su desembocadura en el estrecho de Tsugaru.

## Recursos
Económicamente, las aguas poco profundas de la bahía son importantes para la pesca, predominando el cultivo de vieiras —Aomori es el segundo productor tras Hokkaidō—. Otros productos que se producen comercialmente incluyen el pepino de mar, la platija japonesa y ascidias. Los delfines de flancos blancos del Pacífico migran regularmente a la zona de forma anual, además de que se han avistado ballenas.
En el año 2002, el Ministerio del Medio Ambiente clasificó algunas planicies de marea de la costa este de la bahía como parte de los «500 humedales más importantes de Japón». En 2021 se anunció un proyecto para albergar en la bahía de Mutsu un sistema de procesado de energía eólica marina con una capacidad de 800 MW, que se planeó para comenzar a funcionar en 2027.
| mapa_loc=P